# Падение Мортимера
«Паде́ние Мо́ртимера» (англ. Mortimer His Fall) — фрагмент незаконченной исторической трагедии драматурга Бена Джонсона о свержении и казни Роджера Мортимера, могущественного фаворита королевы Англии Изабеллы Французской. Найден в бумагах писателя после его смерти, впервые напечатан в 1640 году в составе второго фолио Джонсона.
Сохранился составленный автором общий план пьесы, а также начало первого акта: выходной монолог Мортимера, характеризующий его как типического для елизаветинской драмы честолюбивого и беспринципного злодея-макиавеллиста, и часть следующего за этим диалога Мортимера с Изабеллой.
Название и замысел перекликаются с другой трагедией Джонсона — «Падением Сеяна» по эпизоду из древнеримской истории. Обе, по-видимому, — отклик писателя на судьбу фаворита королевы Елизаветы графа Эссекса.